# Splendido splendente (40th Anniversary Remixes)
Splendido splendente (40TH Anniversary Remixes) è un maxi singolo di Donatella Rettore, pubblicato il 20 settembre 2019 in formato  dall'etichetta discografica JE Just Entertainment, in occasione dei quarant'anni dall'uscita di Splendido splendente.

## Descrizione
Il disco contiene sette remix del brano Splendido splendente ed è stato realizzato dalla Relight Orchestra (Robert Eno e Mark Lanzetta) in collaborazione con Sergio Cerruti, Joe Vinyle & Sandro Tommasi e Didascalis feat Andy G. 

## Tracce
1. Splendido splendente (Relight Orchestra Radio Edit 2019)
2. Splendido splendente (Relight Orchestra, Joe Vinyle & Sandro Tommasi Funk Rework)
3. Splendido splendente (Cerruti & Relight Orchestra Re-Touch)
4. Splendido splendente (Cerruti & Relight Orchestra Dub Re-Touch)
5. Splendido splendente (Relight Orchestra Discomix)
6. Splendido splendente (Didascalis feat. Andy G. & Relight Orchestra Bossa Flavour)
7. Splendido splendente (40th Anniversary Remaster)